# Wipeout Pulse

Wipeout Pulse eller WipEout Pulse är ett datorspel till Playstation Portable och Playstation 2, utvecklat av Sony Studio Liverpool. Spelet är det sjunde i serien och lanserades i Europa december 2008. Spelet ska utspela sig år 2207 och man är med i FX400 antigravitationsracing-ligan. Förutom att man ska åka snabbast och mest perfekt så finns det - som i alla andra spel i serien - vapen. 13 stycken, närmare exakt. Vapnen går att stänga. Spelet har dessutom stöd för att man tar ett kort på när man spelar.

## Banor
I originalspelet finns det 12 stycken banor. Beroende på vilket håll man kör åt så har banorna namnen "White"(framåt) och "Black"(bakåt). 

## Lag/Stall
Det finns 8 stycken lag i spelet och 4 stycken till kan köpas från Playstation Store, varav en av dem är ny i serien, laget Mirage.

### Stall-lista
- AG Systems
- Assegai
- Auricom (måste köpas)
- EG-X
- Feisar
- Goteki
- Harimau (måste köpas)
- Icaras (måste köpas)
- Mirage (måste köpas)
- Piranha
- Qirex
- Triakis